# Les Neiges du Kilimandjaro (film, 2011)
Pour les articles homonymes, voir Les Neiges du Kilimandjaro.
Pour plus de détails, voir Fiche technique et Distribution.
Les Neiges du Kilimandjaro est un film français réalisé par Robert Guédiguian, sorti en 2011.

## Synopsis
À Marseille, Michel Marteron, la cinquantaine, est soudeur et représentant syndical CGT aux côtés de Raoul, son beau-frère et ami d'enfance. Il cite souvent Jean Jaurès. La SMN, entreprise où ils travaillent est en difficulté. Un plan de licenciement est décidé, vingt employés doivent être licenciés. La désignation des licenciés est effectuée par tirage au sort, en accord avec les syndicats. C'est Michel qui tire dans l'urne les vingt papiers, sur l'avant-dernier son propre nom est écrit. Raoul dit à Michel qu'il ne comprend pas pourquoi il a inscrit son nom sur un des papiers puisqu'il est représentant syndical. Michel lui répond qu'il n'est pas représentant syndical pour bénéficier de privilèges.
Michel est marié depuis 30 ans avec Marie-Claire qui est aide-ménagère pour des personnes âgées, elle a abandonné ses études d'infirmière pour se consacrer à sa famille. Ils ont deux enfants Flo et Gilles, et trois petit-enfants Ludovic « Ludo », Louis et Monica. Flo est en couple avec Jeannot, Gilles est en couple avec Maryse. Raoul est marié à Denise la sœur cadette de Marie-Claire. Maintenant que Michel est au chômage, il essaye de voir le bon côté de sa situation, il propose à ses enfants de s'occuper de ses petit-enfants, à la grande joie de ces derniers.
Marie-Claire et Michel fêtent leurs 30 ans de mariage dans les locaux syndicaux de l'entreprise. Les anciens collègues de Michel qui ont été licenciés en même temps que lui, les amis et la famille sont invités. Ils se sont cotisés pour leur offrir des billets d'avion pour un voyage en Tanzanie — où se dresse le Kilimandjaro — avec le surplus en argent liquide dans un petit coffre, en leur chantant le tube des années 1960 Les Neiges du Kilimandjaro. Raoul offre aussi à Michel un vieux magazine Strange, dans lequel Michel avait écrit son nom sur la couverture intérieure, la première bande-dessinée que Michel a achetée. Raoul dit l'avoir trouvé par hasard dans une librairie.
Un soir dans la maison de Michel et Marie-Claire, Raoul et Denise sont invités, ils jouent à la belote. Deux hommes armés de pistolets, gantés et cagoulés font irruption dans la maison, ils les frappent et les attachent sur leurs chaises. Ils sont bien renseignés, comme le dit l'un d'eux, ils réclament et s'emparent du petit coffre contenant l'argent liquide et les billets d'avion. L'un des voleurs est le meneur, il donne des ordres, interroge, alors que l'autre ne dit presque rien et dissuade son complice de les frapper. Le meneur frappe Raoul pour s'emparer de sa carte bancaire, puis obtenir le code secret. Puis il fait basculer la chaise de Michel par terre pour obtenir la même chose. Il part à mobylette essayer de retirer de l'argent au distributeur automatique. Le complice monte la garde dans la maison et attend l'appel téléphonique du meneur, qui lui confirmera que les codes secrets sont justes. En attendant le voleur feuillette le magazine de bande-dessinées offert par Raoul. Michel qui gît toujours à terre attaché sur sa chaise lui demande de le relever, ce qu'il fait. Quand il reçoit l'appel rassurant de son complice, il part à pied emportant le magazine, abandonnant les victimes ligotées. Il enlève le foulard qui cachait son visage. C'est Christophe Brunet le dernier licencié dont le nom a été tiré dans l'urne. Il rentre en bus à l'appartement HLM où l'attendent ses deux demi-frères Jules et Martin, dont il est le père de substitution.
Michel a le bras gauche en écharpe à la suite de la chute. Denise est traumatisée et sombre dans la dépression. Avec la part de butin que son complice lui donne peu après, Christophe paye les deux mois de loyer en retard, fait des stocks de nourriture et rembourse à sa voisine Agnès l'argent qu'elle lui avait prêté. Michel ne retrouve pas de travail de soudeur. La mère de Christophe passe en coup-de-vent à l'appartement prendre des vêtements. Dans le bus, Michel se retrouve assis face à Martin et Jules qui lit son magazine de bande-dessinée. Michel lui emprunte et s'assure que c'est celui qui lui a été volé en voyant son nom écrit sur la couverture intérieure. Michel les suit jusque devant l'entrée de leur HLM. Il attend qu'ils ressortent, ils sont en compagnie de Christophe et Agnès. Michel est sidéré quand il reconnait Christophe, il rentre chez lui raconter tout à Marie-Claire. Le lendemain il va déposer plainte. Les policiers l'emmènent devant chez Christophe pour lui demander de l'identifier, quand il sort dans la rue, ils l'interpellent.
Michel s'interroge sur lui-même, il se demande s'il ne s'est pas embourgeoisé et s'il n'a pas trahi ses idéaux. À l'hôtel de police, Marie-Claire et Michel découvrent que le pistolet de Christophe est un jouet en plastique. Le commissaire leur apprend que Christophe n'a pas de casier judiciaire.
Michel va voir Raoul pour essayer de le convaincre de retirer sa plainte. Celui-ci est aigri, il expose des idées extrémistes à Michel et refuse de discuter avec lui. Michel retire sa plainte. Il trouve un emploi précaire de distributeur de prospectus publicitaires dans les boites à lettres, Marie-Claire l'aide à distribuer. Le commissaire apprend à Michel que le complice a été interpellé, les billets d'avion ont été récupérés chez lui. Le commissaire informe Michel de ce que Christophe a fait de sa part de butin, de sa situation familiale et qu'il y a de gros risques que Jules et Martin tournent mal comme leur demi-frère. Marie-Claire obtient l'adresse de Christophe par le commissaire et s'y rend sans en informer Michel. La porte de l'appartement n'est pas verrouillée, elle entre et fait connaissance avec Martin et Jules. Jules est très méfiant contrairement à Martin. Agnès entre, elle détrompe Marie-Claire qui la prend pour leur mère. Agnès lui décrit la situation familiale. Marie-Claire obtient de rencontrer la mère quelques minutes sur le quai juste avant qu'elle embarque. Marie-Claire est consternée par l'attitude égoïste et la mentalité égocentrique de cette femme, qui la revendique comme sa façon de se révolter contre sa situation.
Marie-Claire décide de s'occuper de Jules et Martin. Pour que Michel de se doute de rien, le premier soir elle lui dit qu'elle va au cinéma, puis qu'elle travaillera deux ou trois soirs par semaine pour remplacer une collègue. Michel demande à pouvoir parler une dernière fois à Christophe, le commissaire est très réticent. Michel se fait rembourser les billets d'avion dans une agence de voyages. Flo dit à sa mère qu'elle soupçonne Jeannot d'avoir une maîtresse à Bordeaux. Le commissaire accorde à Michel une entrevue avec Christophe au tribunal. Christophe méprisant se moque de Michel avec ironie, après que celui-ci lui ait demandé s'il peut faire quelque chose pour lui. Michel se rend à l'appartement de Christophe pour donner l'argent qui lui a été remboursé. Personne n'est là. Il rencontre Agnès qui lui fait comprendre que Jules et Martin sont livrés à eux-mêmes, qu'à part elle, personne ne s'occupe d'eux et qu'elle suppose que les services sociaux vont finir par les prendre en charge.
Michel retrouve Marie-Claire à la plage et lui avoue qu'il s'est fait rembourser les billets d'avion. Elle lui dit qu'il a bien fait. Il lui propose de prendre Jules et Martin chez eux. À cet instant, les enfants les rejoignent et Michel comprend que Marie-Claire avait déjà pris cette initiative. Considérant Jules et Martin comme des concurrents pour leurs enfants, Gilles et Flo désapprouvent ce fait. Michel et Marie-Claire démontrent à leurs enfants l'égoïsme de leur état d'esprit. Michel prépare le barbecue, Raoul et Denise arrivent et disent qu'eux, ils comprennent pourquoi ils se sont fait rembourser les billets d'avion. Pour fêter leur réconciliation, ils sont invités à manger. Denise offre des cadeaux à Jules et Martin. Raoul avoue à Michel qu'il lui a menti, son magazine de bande-dessinée Strange qu'il lui a offert, ce n'est pas dans une librairie qu'il l'a trouvé, il l'a retrouvé chez sa mère, il lui avait volé. Les deux amis beaux-frères se tombent dans les bras en riant.

## Fiche technique
- Titre : Les Neiges du Kilimandjaro
- Réalisation : Robert Guédiguian
- Scénario : Jean-Louis Milesi et Robert Guédiguian, inspiré du poème de Victor Hugo Les Pauvres Gens[1],  tiré du recueil La Légende des siècles
- Photographie : Pierre Milon
- Son : Laurent Lafran
- Montage : Bernard Sasia
- Supervision musicale : Pascal Mayer (Noodles Supervision)
- Décors : Michel Vandestien
- Société de production : Agat Films, en association avec la SOFICA Cinémage 5
- Durée : 107 minutes
- Genre : drame
- Pays d'origine :  France
- Dates de sortie : 16 novembre 2011 (France)

## Distribution
- Ariane Ascaride : Marie-Claire Marteron
- Jean-Pierre Darroussin : Michel Marteron, mari de Marie-Claire
- Gérard Meylan : Raoul, beau-frère, collègue cégétiste et ami d'enfance de Michel
- Marilyne Canto : Denise, sœur cadette de Marie-Claire, épouse de Raoul
- Grégoire Leprince-Ringuet : Christophe Brunet
- Anaïs Demoustier : Flo, fille de Marie-Claire et Michel
- Adrien Jolivet : Gilles, fils de Marie-Claire et Michel
- Robinson Stévenin : le commissaire
- Karole Rocher : mère de Christophe
- Julie-Marie Parmentier : Agnès, jeune voisine de Christophe
- Pierre Niney : le serveur au « Tintamarre »
- Émilie Piponnier : Maryse, compagne de Gilles
- Yann Loubatière : Jules, aîné des demi-frères de Christophe
- Jean-Baptiste Fonck : Martin, benjamin des demi-frères de Christophe
- Raphaël Hidrot : Jeannot, compagnon de Flo
- Anthony Decadi : Gabriel
- Frédérique Bonnal : Martine
- Miguel Ferreira : Serge Kasparian, un collègue licencié 18e tiré au sort

## Production

### Genèse
Selon Robert Guédiguian, le choix de s'inspirer du poème de Victor Hugo Les Pauvres Gens (qui devait, initialement, être aussi le titre du film) a été guidé par le souhait de replonger dans le passé pour observer l'évolution de la société. D'autre part, comme Hugo, Guédiguian a la volonté de mettre en avant des personnages modestes qui n'ont pas droit à la parole.

### Lieux de tournage
Sauf indication contraire, les informations mentionnées dans cette section peuvent être confirmées par la base de données cinématographiques IMDb,  présente dans la section « Liens externes ».
Le film a été tourné à Marseille, dans les Bouches-du-Rhône :
- Sur la digue du Large
- Dans le passage Ferrari
- Sur le quai de la Lave
- Au 19 traverse de Port de Bouc
- À la résidence Consolat
- Au 214 avenue Roger Salengro
- Au 20 Boulevard de Plombières
- Dans l'avenue des Mimosas
- Sur les terrasses de la Méditerranée, au 1 rue Antoine Casubolo
- Dans l'Estaque

## Musique
Sauf indication contraire, les informations mentionnées dans cette section peuvent être confirmées par le générique de fin de l'œuvre audiovisuelle présentée ici, ainsi que par la base de données cinématographiques IMDb,  présente dans la section « Liens externes ».
- Many Rivers to Cross par Joe Cocker de 1982 (Michel quitte le local syndical et va attendre Marie-Claire à la fin de son travail pour l'inviter au restaurant indien ; Michel va voir Raoul pour tenter de le convaincre de retirer sa plainte).
- El nuevo Barretto par Ray Barretto (Marie-Claire et Denise dansent la salsa dans le salon, observées par Michel et Raoul).
- Heart of Glass par Blondie de 1979 (sur le quai devant des locaux syndicaux, début de la fête des 30 ans de mariage de Marie-Claire et Michel).
- Marche nuptiale de Felix Mendelssohn de 1843 (fête des 30 ans de mariage de Marie-Claire et Michel, pièce montée de choux).
- Kilimandjaro par Pascal Danel de 1966 (fête des 30 ans de mariage de Marie-Claire et Michel, après la pièce montée de choux ; générique de fin).
- Pavane pour une infante défunte de Maurice Ravel de 1899 (Marie-Claire et Michel distribuent les prospectus publicitaires, Marie-Claire va voir Raoul ; préparation du repas de famille chez Gilles, arrivée de Denise et Raoul ; Michel et Marie-Claire sur la jetée devant la plage).
- Somewhere par G23 de 2011.
- Nowhere par G23 de 2011.

Musique non mentionnée dans le générique
- Kyrie de la messe en ut mineur de Wolfgang Amadeus Mozart de 1782 (Marie-Claire, Jules et Martin mangent en regardant un dessin animé à la télévision).

## Accueil

### Accueil critique
En France, le site Allociné propose une note moyenne de 4,1⁄5 à partir de l'interprétation de critiques provenant de 23 titres de presse.

## Distinctions

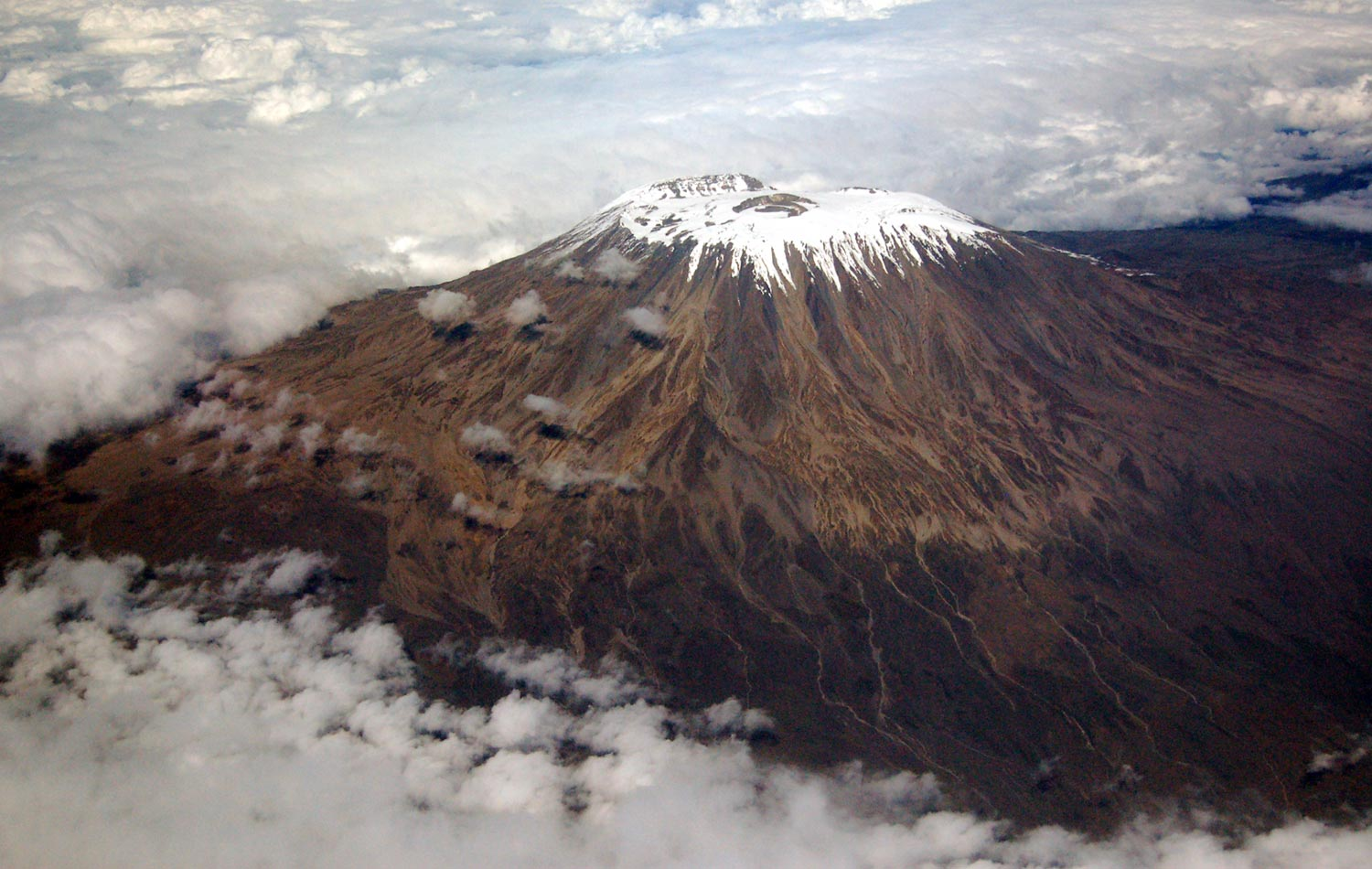
La neige sur le Kilimandjaro.

## Distinctions[5]

### Récompenses
- Festival international de Valladolid :
  - Épi d'argent : meilleur film.
  - Prix du public : meilleur film
- Étoile d'or de la révélation féminine pour Anaïs Demoustier
- Prix LUX 2011[6] (prix du Parlement européen)
- Prix Lumières 2012 : Meilleur scénario

### Nominations
- César de la meilleure actrice 2012 pour Ariane Ascaride
- Festival de Cannes 2011, un certain regard

## Analyse